# Iwan Bołtin

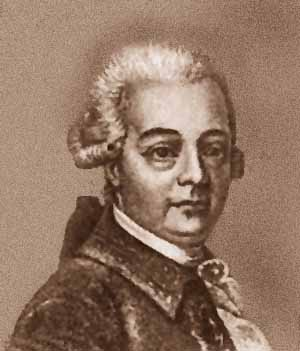
Iwan Bołtin

Iwan Nikiticz Bołtin (1735–1792) – rosyjski wojskowy i historyk, wolnomularz. 
Bołtin bronił tezy o słowiańskich początkach Rosji (utworzenie instytucji pomiestia, a nie podbój przez Ruryka i jego wojów miało mieć znaczenie decydujące). W tym zakresie zgadzał się z Wolterem, a sprzeciwiał progermańskim koncepcjom, jakie głosili encyklopedyści. 
Bołtin walczył z opinią, jakoby Rosjanie byli z natury despotyczni. Takie idee głosił wówczas Francuz Nicolas Gabriel Le Clerc w swych dziełach: Histoire psychique, morale, civile et politique de la Russe, ancienne et moderne (Paryż 1783-1792).
Bołtin uważał, że feudalizm odszedł w Rosji do historii, gdy nastał Iwan Groźny, który ukrócił bojarstwo. Jeśli przyjąć tę tezę, rosyjski feudalizm trwał tylko ok. 100 lat dłużej niż np. francuski (rolę Iwana odegrał we Francji, zdaniem Bołtina, Ludwik XI).
Bołtin mocno zwalczał też sentymentalno-konserwatywne idee jakie głosił Michał Michajłowicz Szczerbatow.
Słowianofile uznali go za swego prekursora.

## Dzieła
- Primečanija na „Istoriju drevnjuju i nynešnjuju Rossii g. Leklerka, sočinennye general-majorom Ivanom Boltinom (Uwagi nad „Historią dawną i obecną Rosji” pana Leclerca, t. 1-2, Sankt Petersburg 1788)
- Kritičeskie primečanija, general-majora Boltina na pervyj (i vtoroj) tom „Istorii” knjazja Szczerbatowa (Krytyczne uwagi generała-majora Bołtina do pierwszego (i drugiego) tomu „Historii” księcia Szczerbatowa, t. 1, 1793, t. 2, 1794, Sankt Petersburg).